# Cúmulo abierto M47
Messier 47 (también conocido como M47 o NGC 2422) es un cúmulo abierto en la constelación Puppis. Fue descubierto por Giovanni Batista Hodierna antes de 1654 e independientemente descubierto por Charles Messier el 19 de febrero de 1771.
El M47 está a una distancia de unos 1600 años luz desde la Tierra con una edad estimada de alrededor de 78 millones de años. Hay unas 50 estrellas en este cúmulo, siendo la más brillante de una magnitud 5,7.